# Lamprophaia
Lamprophaia là một chi bướm đêm thuộc họ Crambidae.